# Jordanoleiopus africanus
Jordanoleiopus africanus är en skalbaggsart som först beskrevs av Jordan 1894.  Jordanoleiopus africanus ingår i släktet Jordanoleiopus och familjen långhorningar.
Artens utbredningsområde är Gabon. Inga underarter finns listade i Catalogue of Life.